# Rodrigo Chagas
Rodrigo José Queiroz das Chagas, mais conhecido como Rodrigo Chagas (Rio de Janeiro, 19 de março de 1973), é um treinador e ex-futebolista brasileiro que atuava como lateral-direito. Atualmente encontra-se no Porto Vitória do Espírito Santo .

## Carreira
Rodrigo foi revelado pelo Vitória e chegou aos profissionais em 1992. Ajudou o time rubro-negro na campanha que é, até hoje, a melhor de sua história no Campeonato Brasileiro, em 1993. Ficou no Leão até 1995, conquistando ainda dois Campeonatos Baianos, em 1992 e 1995, e foi vendido ao Bayer Leverkusen, da Alemanha.
Permaneceu apenas um ano no futebol alemão e voltou ao Brasil para defender o alvinegro Corinthians. Jogou três anos no time paulista, ajudando nas conquistas do Paulistão de 1997 e do Brasileirão de 1998. Retornou ao Vitória no meio de 1999, ano em que o rubro-negro voltou a fazer uma boa campanha no Campeonato Brasileiro.
Em 2000, foi vendido ao Cruzeiro, onde conquistou a Copa do Brasil de 2000. Passou pelo Sport no primeiro semestre de 2001 e voltou ao time mineiro, onde conquistou a Copa Sul-Minas de 2001.
Em 2002, passou pela Ponte Preta, novamente pelo Vitória e em 2003 chegou ao Paysandu. No ano seguinte foi contratado pelo CRB, clube que defendeu até 2005, quando foi para o time onde encerrou a carreira um ano mais tarde, o União São João.
Após sofrer um grave acidente, se aposentou como jogador e passou a trabalhar em divisões de base do Vitória, onde, desde o final de 2020,  comanda o elenco principal.

### Seleção Brasileira
Atuou pela Seleção Brasileira em 1995, disputando três amistosos contra Japão, Coreia do Sul e a Argentina.

## Títulos

### Como jogador
Vitória
- Campeonato Baiano: 1992 e 1995

Corinthians
- Campeonato Paulista: 1997 e 1999
- Campeonato Brasileiro: 1998

Cruzeiro
- Copa do Brasil: 2000
- Copa Sul-Minas: 2001